# Косовска Каменица
Косовска Каменица (на албански: Kamenicë / Dardanë; на сръбски: Косовска Каменица) е град в Косово, административен център на община Косовска Каменица, окръг Гниляне. Населението му според преброяването през 2011 г. е 7331 души.

## Население
Численост на населението според преброяванията през годините:
- 1948 – 756 души
- 1953 – 929 души
- 1961 – 1298 души
- 1971 – 2422 души
- 1981 – 5383 души
- 1991 – 9312 души
- 2011 – 7331 души

### Етнически състав
Според преброяването през 2011 г. населението на града е 7331 души, от тях: 6911 (94,27%) албанци, 324 (4,41%) сърби, 37 (0,50%) цигани, 29 (0,39%) горани, 2 (0,02%) бошняци, 2 (0,02%) турци, 13 (0,17%) други етнически групи, 10 (0,13%) са неизяснени, а 3 (0,04%) не се самоопределят.

## Култура
- Православна църква „Свети Никола“, изградена през 1862 г.